# لاکلی
لاکلی (انگلیسی: Lakly) یک شهرک در شهرستان سالاواتسکی استان باشقیرستان کشور روسیه است.